# Hunter Freeman
Hunter Freeman est un joueur américain de soccer, né le 8 janvier 1985 à Tyler (Texas, États-Unis). Il évolue au poste de latéral droit.

## Biographie
Freeman signe avec le Cosmos de New York pour son retour à la compétition le 12 février 2013.